# Matrimonio igualitario en Kenia
Kenia no reconoce los matrimonios ni las uniones civiles entre personas del mismo sexo. La Constitución de Kenia no aborda explícitamente el matrimonio entre personas del mismo sexo, pero fue modificada en 2010 para establecer que «todo adulto tiene derecho a contraer matrimonio con una persona del sexo opuesto, sobre la base del libre consentimiento de las partes».
Aunque el matrimonio entre personas del mismo sexo no está reconocido legalmente en Kenia, existen otras formas de reconocimiento social y simbólico. Puede que estas prácticas culturales no sean comunes ni estén muy extendidas, pero se han documentado en estudios etnográficos y tienen un profundo significado para quienes participan en las uniones.

## Reconocimiento histórico y consuetudinario
Los matrimonios femeninos entre personas del mismo sexo se practican entre los pueblos Kikuyu, Luo, Kamba, Kisii, Kipsigis, Nandi y Suba. Aproximadamente entre el 5 y el 10% de las mujeres de estas naciones mantienen este tipo de matrimonios. Sin embargo, esto no se percibe como homosexual tal y como se entiende desde una perspectiva occidental, sino más bien como una forma de que las familias sin hijos varones conserven su herencia dentro de la familia. Las parejas se consideran casadas, aunque se denominan «suegra» y «nuera». El «marido» femenino (la «suegra») lleva el apellido y los bienes de la familia, mientras que la «esposa» femenina (la «nuera») tiene hijos, con la intención de tener un varón. El «marido» femenino puede ser viudo, pero también puede tener un marido varón vivo, pero no será el padre de los hijos de la «esposa» femenina, y la identidad del padre biológico, aunque a menudo pariente, se mantiene en secreto. Estos matrimonios pueden ser polígamos; en 2010 se entrevistó a una mujer que había tenido cinco esposas. En diferentes culturas, las mujeres toman esposas en tres circunstancias, todas las cuales aumentan el estatus de la mujer marido: 1) las mujeres estériles y las viudas toman esposas para obtener derechos sobre los hijos que tienen; 2) las mujeres ricas acumulan esposas para ganar prestigio y riqueza del mismo modo que los hombres lo hacen a través de la poliginia; y 3) en algunas sociedades donde las mujeres tienen derecho a tener una nuera, las mujeres sin hijos pueden ejercer su derecho a una nuera casándose con una mujer y dándosela a un hijo inexistente.
Entre los kikuyu, la kuhikania, el proceso de contraer matrimonio, y la uhiki, la ceremonia nupcial, se celebran del mismo modo para los matrimonios entre mujeres del mismo sexo que para los matrimonios entre personas de distinto sexo. No existe ningún término que diferencie el matrimonio entre mujeres del mismo sexo del matrimonio entre personas de distinto sexo. Como los matrimonios entre personas del mismo sexo no están sancionados por las distintas iglesias cristianas de Kenia, la kuhikania y el uhiki se siguen celebrando según las directrices consuetudinarias. Entre los luo, los matrimonios entre mujeres del mismo sexo, denominados chi mwandu, se celebran entre una viuda sin hijos y otra mujer. El «marido» femenino pertenece al clan de su marido, pero la «esposa» pertenece a la viuda y a su clan. De la misma manera, los kamba reconocen los matrimonios iweto, que son «uniones de mujer a mujer sancionadas por el derecho consuetudinario kamba». Los kipsigis denominan a esta institución ketunchi toloch (literalmente, "uno se casa para ganarse la vida"), y el «marido» femenino observa los mismos ritos esponsales que un hombre que busca esposa. El antropólogo británico George Wynn Brereton Huntingford escribió en 1973 con respecto al pueblo nandi:
 Una viuda nandi que no tuviera hijos pero poseyera ganado podía casarse con una joven y convertirse en su manong'otiot («marido») pagando la tasa vigente de riqueza nupcial, con lo que la joven se convertía en su «esposa». De este modo, ambas mujeres adquirían el estatus legal y social de marido y mujer, respectivamente. No había lesbianismo en este caso, ya que la mujer podía tener sus propios amigos y la esposa podía tener relaciones sexuales con cualquier hombre que su «marido» aprobara. Si tenía hijos, el padre sociológico no era el hombre, sino el «marido» femenino del joven.
Históricamente, el pueblo meru reconocía a líderes rituales que «actuaban públicamente como mujeres» y «se vestían como mujeres habitualmente y a veces incluso se casaban con otros hombres». Conocidos como mugwe (plural: agwe) en la lengua meru, estos individuos eran líderes espirituales cuya función principal era «guiar a su pueblo en los tratos con Dios, ya fuera ofreciendo sacrificios propiciatorios (como rezar por las lluvias y las consiguientes buenas cosechas y pastos) o sacrificios expiatorios siempre que un grupo o un individuo de la tribu cometiera una falta grave y necesitara el apaciguamiento de Dios o de los espíritus». Se creía que los agwe estaban «en contacto directo con Dios». Esta práctica fue desapareciendo a medida que Kenia se modernizaba y se exponía a la cultura occidental y a la homofobia en el siglo XX.

## Historia legal

Actividad sexual legal entre personas del mismo sexo Matrimonio entre personas del mismo sexo
Reconocimiento limitado (derechos de residencia en el extranjero)
No se reconocen las parejas del mismo sexo
Actividad sexual entre personas del mismo sexo ilegal
Prisión pero no aplicada Prisión
Pena de muerte vigente pero no aplicada
Pena de muerte aplicada Prisión pero no ejecución

### Antecedentes
En octubre de 2009, dos hombres, Charles Ngengi y Daniel Chege, contrajeron matrimonio civil en el Reino Unido. La ceremonia recibió una amplia atención en Kenia, en su mayoría crítica. Los familiares de Chege fueron acosados por los habitantes de su pueblo natal, en el condado de Murang'a. En 2020, un sacerdote keniano, John Maierepi, se casó con su pareja sudafricana Paul Mwaura en Sudáfrica, donde el matrimonio entre personas del mismo sexo es legal desde 2006.
En febrero de 2010, corrió el rumor en la ciudad costera de Mtwapa de que dos hombres iban a casarse en un hotel local. El rumor desencadenó una «caza de brujas casa por casa por parte de justicieros antigay, ataques callejeros contra hombres homosexuales, el saqueo de un centro médico de lucha contra el sida y una creciente ola de cobertura mediática nacional ultrahomófoba». Cinco días antes de la fecha de la boda inexistente, «muchos de los muftíes e imanes hablaron de la inminente boda durante las oraciones del viernes y pidieron a la comunidad que estuviera alerta contra los homosexuales. Dijeron a sus congregantes que se manifestaran, expulsaran a los homosexuales de Mtwapa y se aseguraran de que no se celebrara ninguna boda gay". El coordinador regional del Consejo de Imanes y Predicadores de Kenia, junto con el representante regional del Consejo Nacional de Iglesias de Kenia, celebraron una rueda de prensa en la que condenaron la boda. Advirtieron de que «Dios está a punto de castigar a la ciudad de más rápido crecimiento de la región costera. Ni de noche ni de día permitiremos que ese matrimonio se celebre mañana en este pueblo. Nos mantendremos firmes para expulsar a los homosexuales que abarrotan este pueblo cada fin de semana desde todos los rincones del país". También denunciaron una clínica local gestionada por el Instituto de Investigación Médica de Kenia, que tenía un programa de VIH/SIDA para asesorar y tratar a hombres que tienen relaciones sexuales con hombres: “Pedimos al gobierno que la cierre con efecto inmediato o nos lanzaremos sobre sus funcionarios”.

### Restricciones
La Ley del Matrimonio de 2014 (en suajili: Sheria ya Ndoa, 2014), aprobada por el presidente Uhuru Kenyatta el 29 de abril de 2014, define el matrimonio como «la unión voluntaria de un hombre y una mujer, ya sea en una unión monógama o polígama». La ley, que entró en vigor el 20 de mayo, prohíbe por tanto el matrimonio entre personas del mismo sexo. Como consecuencia, las parejas del mismo sexo no pueden casarse en Kenia y no tienen acceso a los derechos, beneficios y obligaciones legales del matrimonio, incluida la protección frente a la violencia doméstica, los derechos de adopción, los beneficios fiscales y los derechos sucesorios, entre otros. La Constitución de Kenia describe a la familia como la «unidad natural y fundamental de la sociedad y la base necesaria del orden social, y gozará del reconocimiento y la protección del Estado». La Constitución fue modificada en 2010 para establecer que:
Toda persona mayor de edad tiene derecho a contraer matrimonio con persona del sexo opuesto, sobre la base del libre consentimiento de las partes[a].

### Casos de matrimonio consuetudinario
El primer caso judicial sobre la cuestión de los matrimonios consuetudinarios entre mujeres del mismo sexo se produjo en 1981, cuando en el caso Maria Gisese contra Marcella Nyomenda, el Tribunal Superior dictaminó que la falta de elección de la «esposa» sobre la cuestión de qué hombre debe tener relaciones sexuales con ella (ya que el «marido» decide con quién puede tener relaciones sexuales la «esposa») era «repugnante para la justicia y un abuso de la libertad individual de elección», y por lo tanto no «encajaba con la evolución moderna».  El tribunal también dictaminó que los matrimonios entre mujeres del mismo sexo celebrados conforme al derecho consuetudinario de Kisii no podían ser reconocidos. Sin embargo, el Tribunal Superior dictaminó lo contrario en el caso Esther Chepkuaui contra Chepngeno Kobot Chebet y Johanah Kipsang ese mismo año, sosteniendo que, aunque el matrimonio era «un abuso y, de hecho, repugnante para la justicia y la moral, la práctica está en vigor y sigue siendo reconocida por toda la comunidad, como los nandi», por lo que debería reconocerse como una práctica del derecho consuetudinario.
La situación de estos matrimonios se volvió incierta tras la enmienda constitucional de 2010 y la aprobación de la Ley de Matrimonio de 2014. En octubre de 2018, un tribunal del condado de Machakos dictaminó que no podía disolver legalmente un matrimonio iweto consuetudinario entre Josephine Ndulu y Angela Nyamai. Las dos mujeres se habían casado en 2005 según las costumbres tradicionales kamba, pero Nyamai solicitó el divorcio en 2016. Sin embargo, el tribunal dictaminó que «las partes de una unión de este tipo no pueden solicitar al tribunal la disolución del matrimonio. La naturaleza del matrimonio no se rige por la Ley de Matrimonio. Es incompatible con la institución del matrimonio tal como lo prevé la Ley de Matrimonio, así como el artículo 45 de la Constitución". En 2011, el Tribunal Superior de Mombasa dictaminó en el caso Monica Jesang Katam contra Jackson Chepkwony y Selina Jemaiyo Tirop que la «esposa» pertenecía al hogar del «marido» fallecido y, por tanto, podía heredar sus bienes. Para llegar a esta conclusión, el tribunal se refirió a "escritos académicos que respaldan la existencia y aceptación de la institución [consuetudinaria nandi], e identificó la importancia que se le otorga a la cultura en la Constitución como un principio para guiar la interpretación". En 2014, el Tribunal de Apelación también confirmó los derechos de sucesión de la «esposa» en el caso Agnes Kwamboka Ombuna contra Birisira Kerubo Ombuna.

## Comportamiento de la religión
Las principales confesiones religiosas de Kenia se oponen firmemente al matrimonio entre personas del mismo sexo. La Iglesia Católica se opone al matrimonio entre personas del mismo sexo y no permite a sus sacerdotes oficiar tales matrimonios. En diciembre de 2023, la Santa Sede publicó Fiducia supplicans, una declaración que permite a los sacerdotes católicos bendecir a parejas que no se consideran casadas según la doctrina de la Iglesia, incluida la bendición de parejas del mismo sexo. La Conferencia Episcopal de Kenia emitió una declaración en la que afirmaba que la declaración «no aprueba en modo alguno los “matrimonios entre personas del mismo sexo” ni trata de dar un reconocimiento por la puerta de atrás a una unión de este tipo». La declaración añadía: «En nuestro contexto africano, aun reconociendo la confusión existente en los países más desarrollados, de nuevos modelos no cristianos de “unión conyugal” y “estilos de vida”, tenemos muy claro lo que es una familia y un matrimonio. La situación social de los matrimonios entre personas del mismo sexo no encuentra aceptación en nuestra cultura». El 23 de diciembre, el arzobispo Philip Arnold Subira Anyolo declaró que «todos los clérigos que residen y ejercen su ministerio en la archidiócesis de Nairobi tienen prohibido bendecir relaciones irregulares, uniones o parejas del mismo sexo».
En 2015, la Iglesia Anglicana de Kenia declaró el estado de comunión alterada con la Iglesia Episcopal de Estados Unidos por su decisión de permitir la bendición de uniones entre personas del mismo sexo y de clérigos homosexuales no célibes. En 2023, el arzobispo Jackson Ole Sapit criticó la decisión de la Iglesia de Inglaterra de permitir que el clero bendijera matrimonios civiles entre personas del mismo sexo: «Es ridículo que la Iglesia de Inglaterra afirme permanecer fiel a las enseñanzas tradicionales del matrimonio y, sin embargo, haya autorizado que las llamadas oraciones del amor se utilicen en sus iglesias para bendecir uniones entre personas del mismo sexo. Esto es hipócrita y una mentira flagrante, porque sólo hay una verdad y no muchas versiones u opiniones de ella". La Iglesia Presbiteriana de África Oriental, la Iglesia Evangélica Luterana de Kenia, y los cuáqueros también se oponen a las uniones entre personas del mismo sexo.

## Opinión pública
Una encuesta del Pew Research Center realizada entre febrero y mayo de 2023 mostró que el 9% de los kenianos apoyaba el matrimonio entre personas del mismo sexo, el 90% se oponía y el 1% no sabía o se había negado a contestar. Si se divide por edades, el apoyo era mayor entre los jóvenes de 18 a 34 años, con un 12%, y menor entre los mayores de 35 años, con un 5%.